# JavaServer Pages
JavaServer Pages (JSP) je javanska tehnologija za izdelavo spletnih strani z dinamično vsebino.

## Pregled
JSP stran je v osnovi HTML dokument, ki vsebuje java kodo, uvedeno s posebnimi oznakami. Ti odseki so JSP elementi, medtem ko je vse ostalo predloga, ki je neposredno posredovana do brskalinka. V nasprotju s statičnimi spletnimi stranmi, JSP omogoča spremembo vsebine med izvajanjem z uporabo spremenljivk. Ko spletni strežnik prejme zahtevo za določeno JSP stran, se predloga in JSP elemnti združijo. Rezultat je servlet, ki se prevede in nato požene.
Najbolje je JSPje uporabljati v kombinaciji s servleti. S tem pristopom lahko ločimo obdelavo zahtev in poslovno logiko (servleti) od uporabniškega vmesnika (JSPji), kar bistveno olajša delo programerjev in izdelovalcev spletnih strani.
JSP nudi enostavno vključevanje in upravljanje z JavaBean objekti. Zrna se v večini primerov uporabljajo kot nosilci podatkov, ki jih želimo prikazati na spletni strani. Prava vrednost zrn se pokaže kadar poleg JSP strani uporabljamo tudi servlete. Servlet lahko obdela podatke, in jih nato shrani v zrna. JSP stran nato samo zrno naloži, in podatke prikaže na spletni strani. Vse to lahko opravimo z nekaj enostavnimi JSP akcijami.
Uporabna značilnost JSP je tudi izdelava značkovnih knjižnic po meri. To dosežemo z uporabo komponente JSTL (JavaServer Pages Standard Tag Library). JSTL omogoča definiranje lastnih akicij, ki jih lahlo nato uporabljamo v JSP dokumentih, brez da uvajamo kakršnokoli java kodo. Te akcije se v JSP dokument vstavljajo s pomočjo XML oznak, ki jih lahko tudi sami definiramo. Ta koncept bistveno pripomore k boljši berljivosti JSP dokumentov, pomeni pa tudi, da lahko razvijalci spletnih strani uporabljajo bolj kompleksne funckionalnosti, brez potrebe po pretiranem znanju programiranja. JSTL omogoča tudi enostavno povezovanje s podatkovno bazo preko JDBC vmesnika. To omogoča knjižnica sql.

## Sintaksa

### Skriptni elementi
Skriptleti
```
<% ... %>
```

Z oznako je mogoče vključevti java kodo.
Izrazi
```
<%= ... %>
//ali
<% out.println(...) %>
```

Oznaka služi za izpisovanje rezultatov izrazov. Na drug način je to mogoče doseči tudi z println() ukazom objekta out.
Deklaracije
```
<%! ... %>
```

Oznaka služi deklaraciji spremenljivk in metod.

### Direktive
```
<%@ page ... %>
<%@ include ... %>
<%@ taglib ... %>
```

- page - Upravljanje z nastavitvami JSP strani.
- include - Vključevanje drugih datotek.
- taglib - Deklariranje knjižnice oznak.

### Akcije
```
<jsp:useBean>
<jsp:getProperty>
<jsp:setProperty>
<jsp:forward>
<jsp:include>
<jsp:param>
<jsp:plugin>
<jsp:fallback>
```

- useBean - Ustvarjanje JavaBean objekta ali ponovna uporaba že obstoječih zrn.
- getProperty - Vrne lastnost zrna.
- setProperty - Nastavi lastnost zrna na podano vrednost.
- forward - Posredovanje zahteve drugi JSP strani ali servletu.
- include - Vključi odgovor podane JSP strani ali servleta.
- param - Omogoča pošiljanje parametrov z zahtevo drugi JSP strani ali servletu. Uporabljeno v kombinaciji z akcijama forward in include.
- plugin - Generira HTML kodo za zagon appleta.
- fallback - Definira sporočilo, ki se prikaže v primeru da brskalnik ne more zagnati appleta.

## Primer
Ta enostaven JSP glede na čas različno pozdravi svet.
```
<%@page import="java.util.Calendar"%>
<%@ page language="java" contentType="text/html; charset=ISO-8859-1"
   pageEncoding="ISO-8859-1"%>
<!DOCTYPE html PUBLIC "-//W3C//DTD HTML 4.01 Transitional//EN" "
http://www.w3.org/TR/html4/loose.dtd
">
<html>
<head>
<meta http-equiv="Content-Type" content="text/html; charset=ISO-8859-1">
<title>Primer</title>
</head>
<body>
<%
Calendar cas=Calendar.getInstance();
int ura=cas.get(Calendar.HOUR_OF_DAY);
if(ura<12) {
out.println("Dobro jutro svet!");
} else if(ura<19) {
out.println("Dober dan svet!");
} else {
out.println("Dober večer svet!");
}
%>
</body>
</html>
```